# Whale Cove
Whale Cove es una aldea canadiense situada en el territorio de Nunavut.

## Superficie
Whale Cove tiene una superficie de 273,89 km².

## Demografía
En 2021, tenía 470 habitantes, una densidad poblacional de 1,7 hab./km², y 128 viviendas.